# Gombási István
Marosvásárhelyi Gombási István (? – 1786 után) magyar református prédikátor, egyházi író.

## Élete
A 18. század végén Erdély különböző helyein hivataloskodott. Kitűnő műveltségű és jeles prédikáció-író volt; a harasztkereki egyház jegyzőkönyvébe ő maga és hivatali utódai röviden jegyeztek föl néhány sort életéről. E szerint Marosvásárhelyen végezte tanulmányait, 1766-ban Bere-Kereszturra vitték lelkésznek; itten egy évet töltött, azután a marburgi és frankfurti egyetemeket kereste föl. Miután hazajött, bizonytalan helyen lelkészkedett, 1769-ben Székelykeresztúron, 1773-ban Haranglábra és egy év múlva Tordára, majd Nagy-Sajóra és ismét Tordára költözött, ahol mint tanító is működött 1777-ig, amikor Benedekre, majd innen Mező-Madarasra helyezték át. Végül 1786 (?) után Harasztkerékre került, és itt nyoma veszett. A francia és német nyelvet értette, ezek irodalmát használta fel.

## Művei
- 1. Mind a jókat, mind a gonoszokat az Istentől vett Jób. Báró Kemény Miklós... koporsóba való tétel alkalmatosságával vigasztalást kivánt nyújtani a nagy-sajói gyászpalotán 1775. Szent-György hava 23. Kolozsvár, 1778. (Emlékezet köveiből épűlt tisztesség temploma cz. gyászbeszéd-gyűjteményben).
- 2. Egynehány válogatott és szükségesebb matériákra való prédikácziók. Melyeket franczia és német nyelvekből magyarra fordított és holmi jegyzegetésekkel megbővítve közönségessé tett... Kolozsvár, 1779.
- 3. Harminc-négy prédikácziók, melyeket nagyobbára franczia és német nyelvekből tolmácsolt, és szükséges jegyzésekkel kivilágosítván, világ eleibe bocsátott. Kolozsvár, 1784. Két darab.
- 4. A papi szent hivatal gyakorlásáról való traktának első és második darabja, mely tanít a prédikállásról és az ifjak tanításokról. Irattatott franczia nyelven Osterwald Frid. János által. Mostan pedig magyarra fordíttatott s holmi jegyekkel és szükséges toldalékokkal megbővítve... Kolozsvár, 1784. Két darab.
- Mező-Madarasról 1785-ben Arankához irt néhány levelét és költeményét közli a Figyelő (X. 1881. 96–109. l.)